# Walckenaeria turbulenta
Walckenaeria turbulenta är en spindelart som beskrevs av Robert Bosmans 1993. Walckenaeria turbulenta ingår i släktet Walckenaeria och familjen täckvävarspindlar.
Artens utbredningsområde är Algeriet. Inga underarter finns listade i Catalogue of Life.